# Ботюк Христина Олександрівна
Христи́на Олекса́ндрівна Ботю́к (8 листопада 1979, Івано-Франківськ, УРСР) — українська футболістка, футзалістка та хокеїстка на траві. Нападниця жіночого футбольного клубу «Станіславчанка-ДЮСШ №3». Найбільше відома завдяки виступам у складі калуського «Нафтохіміка». Найкраща бомбардирка чемпіонату України з футболу (2006). Майстер спорту України з хокею на траві і футболу. Кандидат у майстри спорту з футзалу, має перший розряд у плаванні.

## Життєпис

### Освіта
Випускниця Івано-Франківського коледжу фізичного виховання.

### Спортивна кар'єра
Христина Ботюк народилася в Івано-Франківську. Займалась спортивною гімнастикою, плаванням. Грала за баскетбольний клуб «Бескид».
Хрещеним батьком дівчини був відомий місцевий тренер Річард Гуцуляк, тож Христина змалечку цікавилася різними видами спорту: волейболом, гандболом, баскетболом. 
Після створення в місті команди з хокею на траві «Роксолана», Ботюк приєдналася до її складу та розпочала свій шлях до професійного спорту. Протягом двох років вона разом з партнерками здобувала «бронзу» національного чемпіонату, а 1996 року дебютувала на європейській арені в поєдинку Кубку чемпіонок з хокею на траві, де прикарпатські гравчині виступали замість дискваліфікованого бориспільського «Колоса». За час виступів у «Роксолані» Христині Ботюк було присвоєно почесне звання «Майстер спорту України з хокею на траві».
2004 року брала участь у змаганнях першої ліги чемпіонату України з футзалу, ставши чемпіонкою та найкращою бомбардиркою змагань. Окрім того, Ботюк вирішила спробувати себе у великому футболі і не помилилася. Протягом декількох наступних сезонів калуський «Нафтохімік», за який грала Христина, неодмінно здобував медалі різного ґатунку, а їй самій у 2006 році вдалося стати найвлучнішою гравчинею змагань. Впевнена гра Ботюк справляла враження не лише на тренерський штаб, а й на партнерок, які довірили їй капітанську пов'язку.
2007 року калуський клуб достроково здобув «золото» чемпіонату, після чого доволі успішно виступив у Кубку УЄФА 2008—2009. Втім, фінансова криза завдала по власниках клубу досить потужного удару, тож вони вирішили тимчасово призупинити участь «Нафтохіміка» в змаганнях.
Впродовж 2009—2010 років Христина Ботюк брала участь у чемпіонаті області з футзалу серед чоловіків, захищаючи кольори «Енергозбуту». За словами футболістки, пропозицій від українських та зарубіжних клубів було вдосталь, однак їй хотілося бути вірною своєму клубу, тож вона чекала на його відродження.
2011 року Ботюк у складі «Нафтохіміка» здобула «бронзу» національного чемпіонату, а наступного року — «срібло» та Кубок України. Паралельно брала участь у змаганнях з футзалу, дійшовши до фіналу Кубка України. Втім, чемпіонат 2013 року «Нафтохімік» так і не дограв, тож Христина Ботюк, отримавши статус вільного агента, вирішила зробити невелику паузу у виступах та приділити увагу сім'ї.
2014 року футболістка приєдналася до новоствореного івано-франківського клубу «Освіта-ДЮСШ № 3», разом з яким здобула срібні та бронзові нагороди чемпіонату першої ліги.

## Досягнення
У складі «Нафтохіміка» (футбол)
- Чемпіонка України (1): 2007
- Срібна призерка чемпіонату України (1): 2012
- Бронзова призерка чемпіонату України (4): 2005, 2006, 2008, 2011
- Володарка Кубка України (1): 2012

У складі «Станіславчанки-ДЮСШ № 3» (футбол)
- Срібна призерка першої ліги чемпіонату України (1): 2015
- Бронзова призерка першої ліги чемпіонату України (1): 2014

У складі «Спартака» / «Нафтохіміка» (футзал)
- Переможниця першої ліги чемпіонату України (1): 2004/05
- Фіналістка Кубка України (1): 2011

У складі «Роксолани» (хокей на траві)
- Бронзова призерка чемпіонату України (2): 1994, 1995

Особисті досягнення
- Найкраща бомбардирка чемпіонату України з футболу (1): 2006
- Найкраща бомбардирка першої ліги чемпіонату України з футзалу (1): 2004/05
- Майстер спорту України з футболу
- Майстер спорту України з хокею на траві
- Кандидат в майстри спорту України з футзалу